# Francesco Salesio della Volpe
Francesco Salesio della Volpe (Ravenna, 24 december 1844 – Rome, 5 november 1916) was een Italiaans geestelijke en kardinaal van de Katholieke Kerk.
Volpe, afkomstig uit een adellijke familie, bezocht het kleinseminarie in Bertinoro en het Pius Seminarie in Rome. Daar studeerde hij ook aan de Pauselijke Ecclesiastische Academie, de diplomatenopleiding van de Heilige Stoel. Hij werd op 21 december 1867 priester gewijd en begon vervolgens een loopbaan binnen de Romeinse Curie, die zijn levenlang zou duren. Van 1874 tot 1878 was hij kamerheer van de Paus. In 1878 benoemde paus Leo XIII hem tot huisprelaat en tot kanunnik van het kapittel van de Sint-Pietersbasiliek. In 1882 werd hij secretaris van de Congregatie voor de Aflaten en Relikwieën. In 1882 was hij speciaal gezant van de paus bij de kroning van de Russische tsaar Alexander III. In 1891 werd hij prefect van de Pauselijke Huishouding. Hij werd onderscheiden als commandeur in de Orde van Sint-Anna (Rusland) en ridder Grootkruis in de Frans Jozef-Orde (Oostenrijk-Hongarije).
Tijdens het consistorie van 19 juni 1899 werd hij – in pectore – kardinaal gecreëerd. Zijn creatie werd in 1901 publiek gemaakt. Hij kreeg de Santa Maria in Aquiro als titeldiakonie. Hij nam deel aan het conclaaf van 1903 dat leidde tot de verkiezing van Giuseppe kardinaal Sarto tot paus Pius X. In 1907 werd hij kardinaal-protodiaken en een jaar later benoemde Pius hem tot archivaris en bibliothecaris van Vaticaanstad. In mei 1914 werd hij camerlengo. Als protodiaken en camerlengo speelde hij een belangrijke rol tijdens de sedisvacatie na de dood van Pius X. Na het conclaaf van 1914 kroonde hij de nieuwgekozen paus, paus Benedictus XV.
- Library of Congress Control Number: n88226021
- Virtual International Authority File: 16330313
- WorldCat: E39PBJB8rVHMGJVT3CfB6fFMyd